# Calymmochilus longifasciatipennis
Calymmochilus longifasciatipennis är en stekelart som först beskrevs av Girault 1923.  Calymmochilus longifasciatipennis ingår i släktet Calymmochilus och familjen hoppglanssteklar. Inga underarter finns listade.